# يوسف رشيد
يوسف رشيد (مواليد 8 يونيو 1978) هو لاعب كرة قدم سعودي .
لعب لأندية أحد والحزم و القادسية والطائي و التعاون والنهضة و الأنصار .

## وصلات خارجية
- يوسف رشيد على موقع أرشيف الشارخ.
- يوسف رشيد